# Nichkhun
Nichkhun (닉쿤?), pseudonimo di Nichkhun Buck Horvejkul (in thailandese นิชคุณ หรเวชกุล; Rancho Cucamonga, 24 giugno 1988), è un rapper, attore e modello thailandese naturalizzato statunitense, membro della boy band 2PM, attiva in Corea del Sud.

## Biografia
Nichkhun nasce a Rancho Cucamonga, California, suo padre è tailandese e sua madre è americana di origine cinese. Ha un fratello maggiore, Nichan, e due sorelle minori, Nichthima (Yanin) e Nachjaree (Chereen). A cinque anni, si trasferisce in Thailandia con la famiglia e studia alla Dhepkanjana School e alla Tangpiroondham School. A dodici anni, studia alla Wanganui Collegiate School della Nuova Zelanda per un anno e mezzo prima di tornare negli Stati Uniti per finire la scuola alla Los Osos High School di Rancho Cucamonga. Finito il liceo, insegna badminton alla Rosemead High School. Viene notato da Park Jin-young, cantante K-pop e produttore per la JYP Entertainment, al Los Angeles Korean Music Festival, e firma prima un contratto che lo lega all'azienda per dieci anni, poi un secondo contratto che rettifica a otto anni, senza includere l'allenamento. Diventa un tirocinante nel 2006 e, portato in Corea del Sud, viene inserito in una classe di altri ventiquattro studenti, con i quali inizia a studiare canto, ballo, il coreano e il cinese.

## Carriera
Nichkhun debutta il 4 settembre 2008 nei 2PM con il singolo 10 Points out of 10 Points dall'album d'esordio Hottest Time of the Day.
Parallelamente alle attività dei 2PM, Nichkhun porta avanti anche una carriera di solista e attore. Nel 2008 è diventato ambasciatore nel mondo per il turismo in Thailandia; è inoltre apparso in numerosi spot televisivi e nel 2008 ha sfilato per Andre Kim. Nel 2010 e nel 2011 ha partecipato al reality Uri gyeolhonhaess-eo-yo con Victoria delle f(x). Nel 2012 ha preso parte all'adattamento cinematografico giapponese della serie manga Host Club - Amore in affitto, dove interpreta il ruolo di Lawrence, il presidente di una corporazione di Singapore.

## Filmografia

### Cinema
- Ōran kōkō hosuto bu (桜蘭高校ホスト部) (2012)
- Rak 7 pee dee 7 hon (รัก 7 ปี ดี 7 หน) (2012)
- Deoksuri 5hyeongje (덕수리5형제), regia di Jeon Hyung-joon (2014) – cameo
- Chalouis (2014)
- Zhizi huakai (栀子花开), regia di He Jiong (2015)

### Televisione
- Mongttang naesarang (몽땅내사랑) – serie TV, episodio 16 (2010) – cameo
- Dream High (드림하이) – serie TV, episodio 1x08 (2011) – cameo
- Welcome to the Show (웰컴 투 더 쇼) – serie TV (2011)
- Kindaichi shōnen no jikenbo - Gokumon juku satsujin jiken (金田一少年の事件簿 獄門塾殺人事件) – film TV (2014)
- Yi you er fen zhi yi de xiatian (一又二分之一的夏天) – serie TV, 29 episodi (2014)
- Xunzhao beiji guang (寻找北极光) – serie TV (2015)
- Producer (프로듀사) – serie TV, episodio 3 (2015)
- shall we fall in love - serie TV , 35 episodi (2018

## Discografia

### Canzoni in thailandese
- 2008 – We Become One
- 2009 – Let's Take a Break
- 2009 – Cute

### Canzoni in giapponese
- 2014 – So Wonderful
- 2015 – Miss Wonderful

### Colonne sonore
- 2011 – My Valentine, con Taecyeon e Park Jin-young (Dream High)
- 2014 – Let It Rain (Yi you er fen zhi yi de xiatian)

### Collaborazioni
- 2011 – Touch (觸動) con Wilber Pan

## Riconoscimenti
| Anno | Premio                                       | Categoria                              | Opera nominata              | Risultato       |
| ---- | -------------------------------------------- | -------------------------------------- | --------------------------- | --------------- |
| 2009 | Mnet 20's Choice Awards                      | Premio Hot Mr. Beauty                  |                             | Vincitore/trice |
| 2009 | Autorità turistica della Thailandia          | Ambasciatore PR                        |                             | Vincitore/trice |
| 2010 | Nine Entertainment Awards (Thailandia)       | Voto popolare                          |                             | Candidato/a     |
| 2010 | MBC Entertainment Awards                     | Premio popolarità                      | Uri gyeolhonhaess-eo-yo     | Vincitore/trice |
| 2010 | Korea Jewerly Awards                         | Premio diamante                        |                             | Vincitore/trice |
| 2011 | Bugs Music Awards                            | Colonna sonora dell'anno               | My Valentine per Dream High | Vincitore/trice |
| 2011 | KBS Best Idol Icon Awards                    | Icona dell'anno                        |                             | Candidato/a     |
| 2011 | Mnet Media Awards                            | Ragazzo più affascinante               |                             | Vincitore/trice |
| 2011 | MTV K's very first Valentine King and Queen  | Re di San Valentino                    |                             | Vincitore/trice |
| 2011 | TVCF Awards 2011                             | Star più popolare delle pubblicità     |                             | Candidato/a     |
| 2012 | Kerd Awards                                  | Kerd dell'anno (Thailand)              |                             | Vincitore/trice |
| 2012 | TVCF AWARDS                                  | Modello pubblicitario dell'anno        |                             | Candidato/a     |
| 2012 | Top Award in Thailand                        | Attore emergente                       | Rak 7 pee dee 7 hon         | Candidato/a     |
| 2012 | Nine Entertainment Awards                    | Attore preferito dal pubblico          |                             | Candidato/a     |
| 2012 | Komchadluek Popular Awards                   | Film popolare                          | Rak 7 pee dee 7 hon         | Candidato/a     |
| 2013 | STYEBIBLE.PH                                 | Collaborazione celebre internazionale  | linea d'abbigliamento Bench | Candidato/a     |
| 2013 | Nine Entertainment Awards                    | Celebrità preferita dal pubblico       |                             | Candidato/a     |
| 2013 | Singapore Blog Awards                        | Celebrità d'oltreoceano più popolare   |                             | Candidato/a     |
| 2013 | The Goodness Idol Thailand Awards            | I nove idoli per re                    |                             | Vincitore/trice |
| 2014 |                                              | Dio dell'Asia                          |                             | Candidato/a     |
| 2015 | Microblogging Star 2014 (Cina)               | Star di Weibo                          |                             | Candidato/a     |
| 2015 | K-pop Gaon Chart Award                       | Star dei social                        |                             | Candidato/a     |
| 2015 |                                              | Dio dell'Asia                          |                             | Candidato/a     |
| 2015 | Micro-star Magazine (Cina)                   | Stelle di febbraio                     |                             | Candidato/a     |
| 2015 | UNICEF Thailand Award                        | Amico di UNICEF                        |                             | Vincitore/trice |
| 2015 | Thailand Headlines Person of the Year Awards | IME Chinese Online Media Popular Award |                             | Vincitore/trice |